# Parád
Parád nagyközség az Észak-Magyarország régióban, Heves vármegyében, a Pétervásárai járásában. Gyógyvizének és a Mátra egyedülálló természeti látnivalóinak, forrásainak köszönhetően népszerű üdülő- és kirándulóhely; részben közigazgatási területén található Magyarország legmagasabb hegye, a Kékes, melynek csúcsa innen is megközelíthető. Hozzá tartozik a lakóterület keleti részét alkotó Parádfürdő és a tőle földrajzilag különálló Parádóhuta. Hagyományosan a palócok egyik központjának tartják.

## Földrajza

### Fekvése
A Mátra északi oldalán, a Parád–Recski-medencében, a Parádi-Tarna völgyében helyezkedik el. Parádfürdő keletre, Parádóhuta délre található a központtól. Míg Parádfürdő egy teljesen összefüggő települést képét mutatja Paráddal, addig Parádóhuta mintegy 2 kilométerre található tőle. Területe vízfolyásokkal gazdagon átszőtt, egyedülálló természeti látnivalókat létrehozva ezzel.

### Megközelítése
Közúton jól megközelíthető a Gyöngyöstől Egerig tartó 24-es főúton. A főútból Parádnál ágazik ki a 24 118-as út Bodony, illetve a 24 135-os út Parádóhuta felé.
Vasútvonal nem érinti, a legközelebbi vasúti csatlakozási lehetőséget a szomszédos Recsk község területén található Recsk-Parádfürdő vasútállomás kínálja a 84-es számú Kisterenye–Kál-Kápolna-vasútvonalon, melyen azonban a személyszállítás 2007 óta szünetel.

## Története
Parád első említése 1506-ból való, amikor egy oklevélben a település nevét Parad formában írták le. Parádot több neves magyar család is birtokolta. A XVII. században majd egy évszázadig a Rákóczi-család birtokába került a terület. Településtörténeti szempontból fontos időszaknak bizonyult ez, ugyanis II. Rákóczi Ferenc – a település egyik birtokosa – ekkortájt létesített üveghutát Parádóhután, mely később a szomszédos Parádsasvárra települt át. Az üveghuta gyárrá fejlődésében egyaránt fontos szerepe volt a Grassalkovich, az Orczy, illetve a Károlyi családnak is. Parád sorsa szorosan összefonódott a fürdők fejlesztésével, főként a fürdőpoharak és a csevice palackozása végett. Az üvegművességet a mai napig végzik Parádon és környékén, főként a tőle ma független, fentebb már említett Parádsasváron zajlott nagyívű termelés, az ottani, Európa-szerte ismert üveggyár azonban a rendszerváltás után teljesen leépült.
A kristályüvegek készítésének meghonosodása az 1803-ban felállított köszörűkőműhelynek köszönhető.
A gyógyvizek történetében szintén fontos szerepet játszottak Parád egykori birtokosai. 1763-ban Mária Terézia királynő elrendelte, hogy vegyék számba az ország hasznosítható ásványvizeit. Markhót Ferenc, Heves vármegye tisztiorvosa timsó tartalmú ásványvizet fedezett fel, melyet írása szerint a környékbeliek már akkor lábfájásra, lábdaganatra és fekély gyógyítására használtak. 1778-ban megkezdte működését a timsógyár. A timsólúg vizét elsősorban bőrbetegségekre és rosszindulatú kiütések kezelésére használták. Az adottságok kihasználására új településrészt alapították Parádfürdő néven. Az első fürdőházat 1795-ben építette föl Orczy József, az akkori uradalombérlő, s feleségével folyamatosan bővítették azt. A fürdőhely első név szerint ismert jómódú vendége Fáy András volt, de fontos megemlíteni Kossuth Lajos nevét is, aki szintén az itteni fürdőkben próbálta megrendült egészségét helyreállítani. Az építkezések és fejlesztések folyamatosan folytak a fürdők körül, s a parádi fürdővilág egyre ismertebbé, híresebbé vált. Arisztokrata és polgári családok egyaránt utaztak az településre gyógyulás, testi és lelki megerősödés reményében.
1847-től Parád közel száz éven át a Károlyi család birtokában volt, akik számos építészeti értékekkel gyarapították a települést.
2013-ban a település polgármesteri hivatala társult a szomszédos Bodony község polgármesteri hivatalával Parádi Közös Önkormányzati Hivatal néven.

## Közélete

### Polgármesterei
- 1990–1994: Nagy Oszkár (független)[4]
- 1994–1998: Nagy Oszkár (SZDSZ-MSZP)[5]
- 1998–2002: Nagy Oszkár (független)[6]
- 2002–2006: Nagy Oszkár (független)[7]
- 2006–2010: Nagy Oszkár (független)[8]
- 2010–2014: Mudriczki József (független)[9]
- 2014–2016: Mudriczki József (független)[10]
- 2016–2019: Mudriczki József (független)[11]
- 2019–2024: Mudriczki József (független)[12]
- 2024– : Mudriczki József (független)[1]

A településen az 1998. október 18-án megtartott önkormányzati választás érdekessége volt, hogy az országos átlagot jóval meghaladó számú, összesen 8 polgármesterjelölt indult. Ilyen nagy számú jelöltre az egész országban csak tíz település lakói szavazhattak, ennél több (9, 10 vagy 12) aspiránsra pedig csak öt másik településen volt példa.
2016. július 3-án időközi polgármester-választást (és képviselő-testületi választást) kellett tartani Parádon, az előző képviselő-testület önfeloszlatása miatt. A viszonylag nagy számú, hat jelölt között a hivatalban lévő polgármester is elindult, és a szavazatok abszolút többségét megszerezve meg is erősítette pozícióját.

## Demográfia

### Terület, népesség
Parád közigazgatási területe 37,2 km², népessége 2046 fő volt 2015. január 1-én.
A település népességének változása:
| Lakosok száma | 2082 | 2067 | 2046 | 1888 | 1796 | 1866 | 1795 |
|               | 2013 | 2014 | 2015 | 2021 | 2022 | 2023 | 2024 |

### Népcsoportok
2001-ben a település lakosságának 95%-a magyar, 5%-a cigány nemzetiségűnek vallotta magát.
A 2011-es népszámlálás során a lakosok 83,5%-a magyarnak, 7,1% cigánynak, 0,3% németnek, 0,3% románnak, 0,2% szlováknak mondta magát (16,4% nem nyilatkozott; a kettős identitások miatt a végösszeg nagyobb lehet 100%-nál). A vallási megoszlás a következő volt: római katolikus 56,7%, református 3,1%, evangélikus 0,3%, görögkatolikus 0,3%, felekezeten kívüli 13,7% (24,9% nem nyilatkozott).
2022-ben a lakosság 92,1%-a vallotta magát magyarnak, 7,8% cigánynak, 0,8% németnek, 0,2% ukránnak, 0,2% románnak, 0,1% szlováknak, 3,1% egyéb, nem hazai nemzetiségűnek (7,6% nem nyilatkozott; a kettős identitások miatt a végösszeg nagyobb lehet 100%-nál). Vallásuk szerint 45,7% volt római katolikus, 4% református, 0,5% görög katolikus, 0,3% evangélikus, 0,1%izraelita, 0,1% ortodox, 1,3% egyéb keresztény, 0,6% egyéb katolikus, 14,8% felekezeten kívüli (32,3% nem válaszolt).

## Nevezetességei

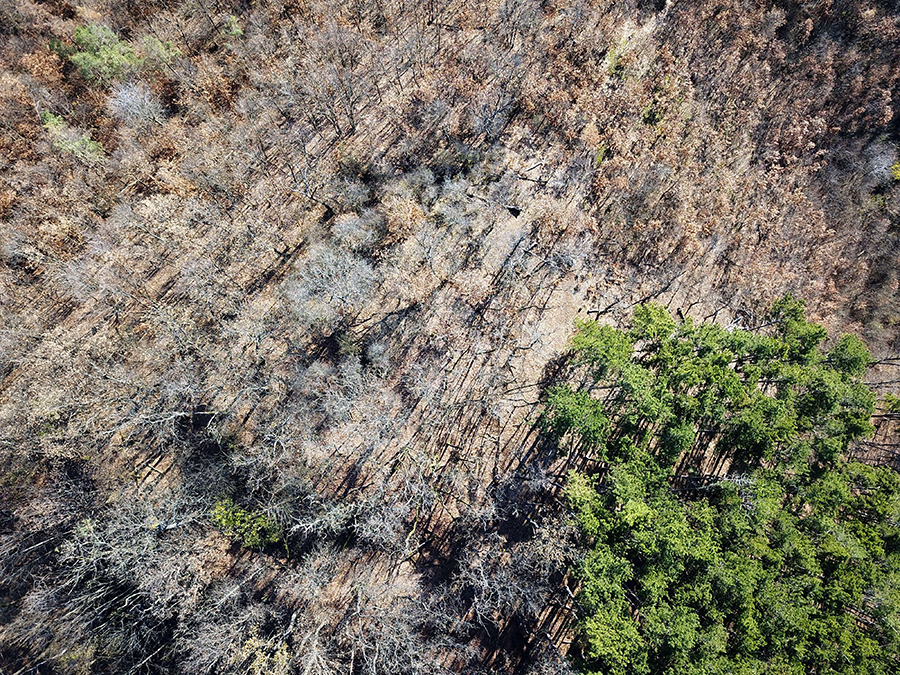
Parád, Vörösvár légi fotón

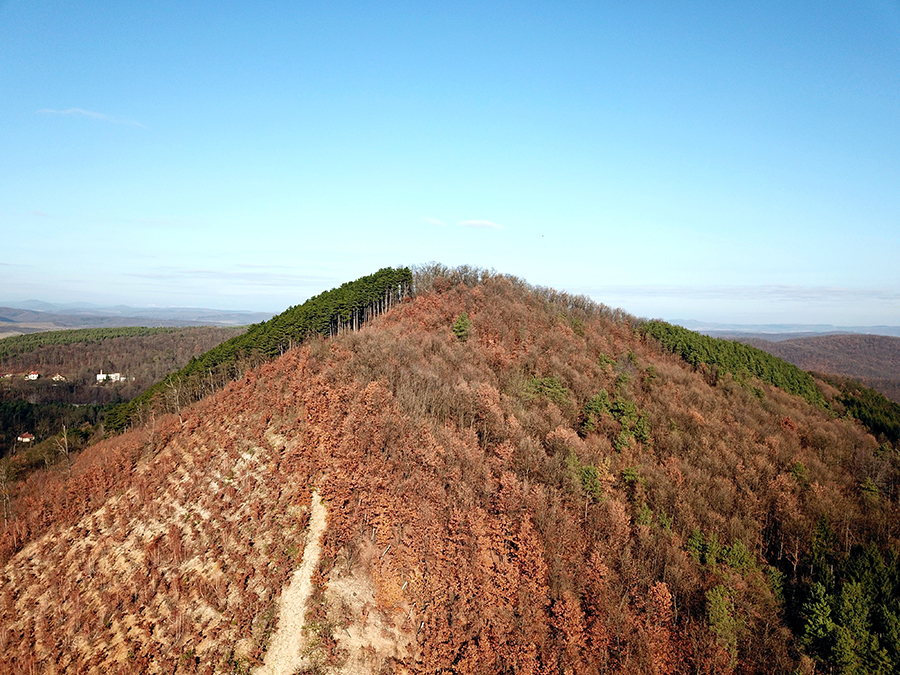
Parád, Vörösvár légi felvételen

### Parád
- Palóc-ház – a mátravidéki faépítkezés utolsó megmaradt emléke, 1770-ben épült, 1963 óta látogatható (Sziget utca 10.)
- Asztalos Johák fafaragó hagyatéki kiállítása (Kékesi út 2.)
- Tájház – kiállítási anyagát 2000-ben, a millennium évében állították össze a település megmaradt palóc emlékeiből (Kossuth út 53.)
- Szent Otília-plébániatemplom – 1768-ban épült barokk stílusban. Freskói 1966-ban készültek (Kossuth út 45.)

### Parádfürdő
- Parádfürdői Állami Kórház épülete – 1873-ban készült el Ybl Miklós tervei alapján (Kossuth út 221.)
- Cifra istálló, kocsimúzeum – maga az istálló 1880-ban épült Ybl Miklós tervei alapján. A Közlekedési Múzeum Kocsimúzeuma 1971-ben nyílt meg benne (Kossuth út 217.)
- Károlyi-kastély (Bányalaposi utca)
- Erzsébet Királyné Park Hotel – 1893-ban épült (Kossuth út 372.)
- Ásványvíz-gyűjtemény

### Parádóhuta
- Rózsafüzér királynéja kápolna: a 20. század elején épült (Rózsa Ferenc utca)
- Klarissza-forrás – szénsav- és vastartalmú csevicevize országszerte ismert. A települést egykor birtokló Károlyi Mihály a nagyanyjáról nevezte el (Clarissa utca 9.)

### Ilona-völgyi tanösvény
- Rákóczi-fa
- Mária-fa, kegyhely
- Szent István-csevicekút
- Ilona-völgyi-vízesés: Magyarország legmagasabb természetes vízesése

## Ismert személyek
- Itt született Szokup Lajos építésügyi miniszterhelyettes, az orosházi Üvegipari Művek vezérigazgatója (1920–2017)

## Galéria

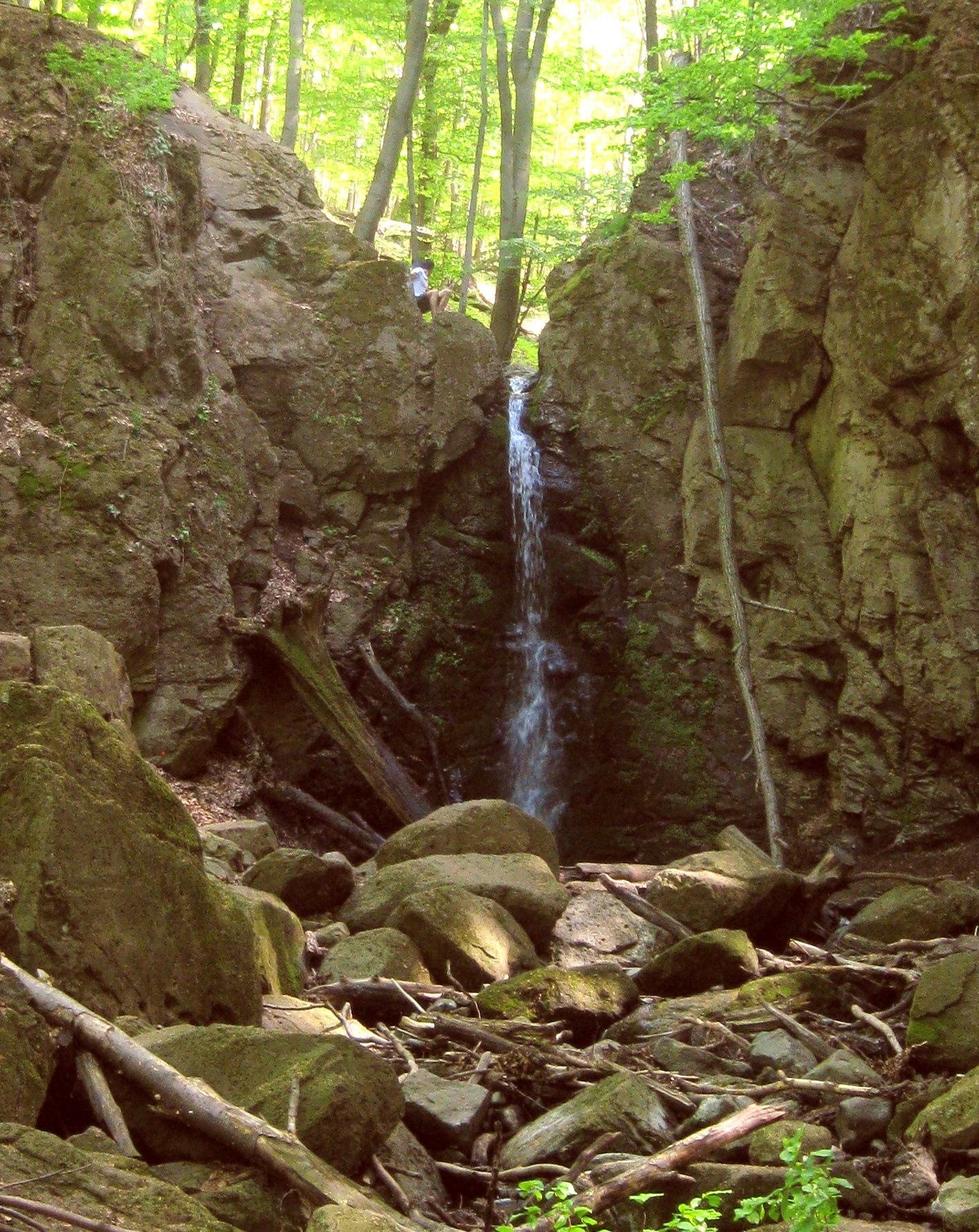
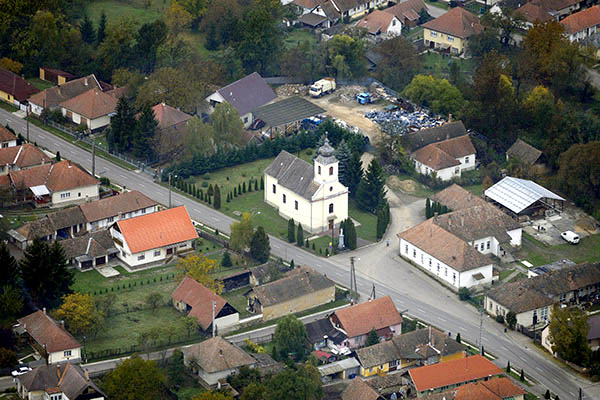
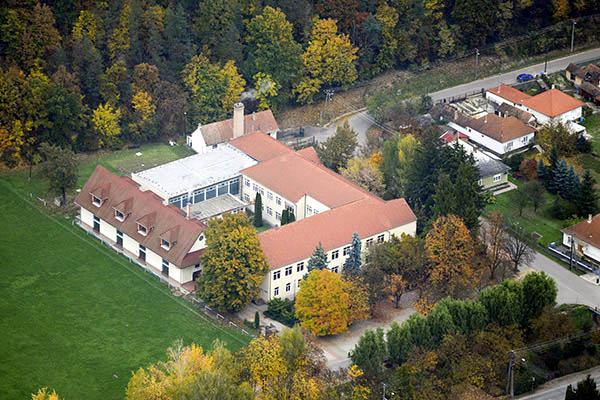
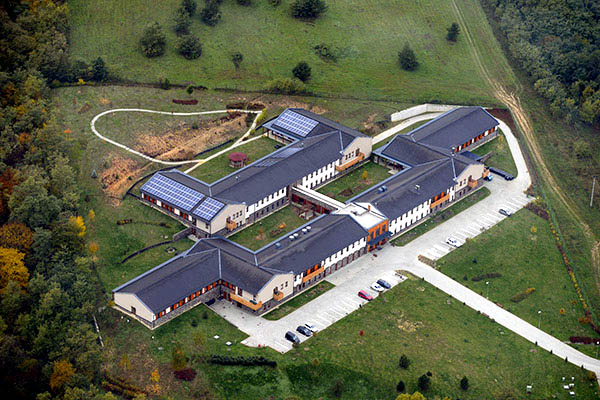

## Külső hivatkozások
- Térkép Kalauz – Parád
- Parád.lap.hu – linkgyűjtemény
- Parád a funiq.hu-n
- Losteiner Károly: Parád. Gyógyhely Heves megyében. Kénsavas vasas-timsós fürdőkkel; Athenaeum Ny., Bp., 1885
- Kocsimúzeum Parád; ill. Molnár Kálmán, fotó Szabó-Wahr, Várnai Z.; Közlekedési Múzeum, Bp., 1976
- Bakó Ferenc: Parád, Palóc Ház; TKM Egyesület, Bp., 1989 (Tájak, korok, múzeumok kiskönyvtára)
- írta Csiffáry Gergely–Cs. Schwalm Edit: Parád; szerk. Bán Péter; Száz Magyar Falu Könyvesháza Kht., Bp., 2001 (Száz magyar falu könyvesháza)